# Aeropuerto Internacional de Mérida
El Aeropuerto Internacional Manuel Crescencio Rejón o Aeropuerto Internacional de Mérida (Código IATA: MID - Código OACI: MMMD - Código DGAC: MID) es un aeropuerto internacional localizado en la ciudad de Mérida, Yucatán, México. Se encuentra en la zona sur de la ciudad y es uno de cuatro aeropuertos en México que tiene un Centro de Área de Control (Centro Mérida), los otros estando en el Aeropuerto Internacional de la Ciudad de México, Aeropuerto Internacional de Monterrey y Aeropuerto Internacional de Mazatlán. Centro Mérida controla el tráfico aéreo sobre la parte sureste del país.
El aeropuerto maneja tanto vuelos nacionales como internacionales y está abierto las 24 horas del día. Puede atender aeronaves tan grandes como el Boeing 747 y Boeing 777, aunque la mayor parte de los aviones que ahí aterrizan son menores; los más comunes son los Airbus A320 y Boeing 737. Es el 8° aeropuerto más transitado de México.

## Historia

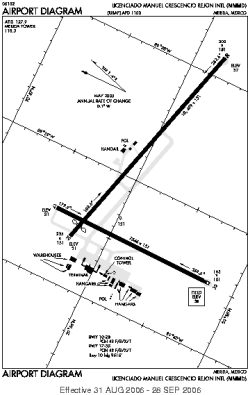
Diagrama de aeropuerto por la FAA.

El aeropuerto fue construido en 1928, a un lado de la carretera Mérida - Umán, cuando comenzaron a llegar a Mérida los aviones Fairchild de la Compañía Mexicana de Aviación. Fue inaugurado a las 14:50 horas del 15 de febrero de 1929 con el aterrizaje de un trimotor Ford de la mencionada aerolínea. Ha sufrido desde entonces diversas modificaciones y modernizaciones hasta convertirlo en las instalaciones actuales que reciben su nombre oficial en homenaje al jurista y patricio Manuel Crescencio García Rejón, creador del juicio de amparo. Una remodelación importante fue realizada en 1968 durante la administración del gobernador de Yucatán Luis Torres Mesías. 
El aeropuerto ha recibido a figuras políticas y religiosas importantes, como el Papa Juan Pablo II o los Presidentes de Estados Unidos Bill Clinton y George W. Bush, al Presidente de China, Xi Jinping o al Presidente de Estonia, Lennart Meri.
Fue completamente renovado entre 1999 y 2001. Entre los años 2011 y 2012 fue renovado por segunda ocasión por ASUR. Desde 2021 y en la actualidad, se encuentra en una etapa de remodelación y ampliación de la terminal aérea. Este es considerado el segundo aeropuerto más grande de la compañía Grupo Aeroportuario del Sureste (ASUR) en términos de pasajeros.

## Información
En el año 2021, el aeropuerto recibió a 2,079,503 de pasajeros, mientras que en 2022 recibió a 3,079,618 de pasajeros, un incremento de 48.1% respecto del año anterior, según datos publicados por Grupo Aeroportuario del Sureste.
El aeropuerto cuenta con una tienda libre de impuestos, área de restaurantes, tiendas especializadas, un banco, varias arrendadoras de vehículos, servicios médicos, teléfonos públicos e información turística. El aeropuerto también posee seguridad e instalaciones para pasajeros con capacidades diferentes. 
Cuenta con las exclusivas salas de Aeroméxico, el Salón Premier y el Caral VIP Lounge.

## Base Aérea Militar
La Base Aérea Militar No. 8 son instalaciones de la Fuerza Aérea Mexicana ubicadas en el Aeropuerto de Mérida, albergan al Escuadrón Aéreo 114 que opera aeronaves Cessna 182. Cuenta con dos plataformas de aviación: una de 11,775 metros cuadrados y otra de 4,000 metros cuadrados, además de 3 hangares y demás instalaciones para el alojamiento de efectivos de la fuerza aérea. Su comandante es el Coronel de Fuerza Aérea Piloto Aviador Diplomado de Estado Mayor Aéreo Agustín Paco Torres.

## Aerolíneas y destinos

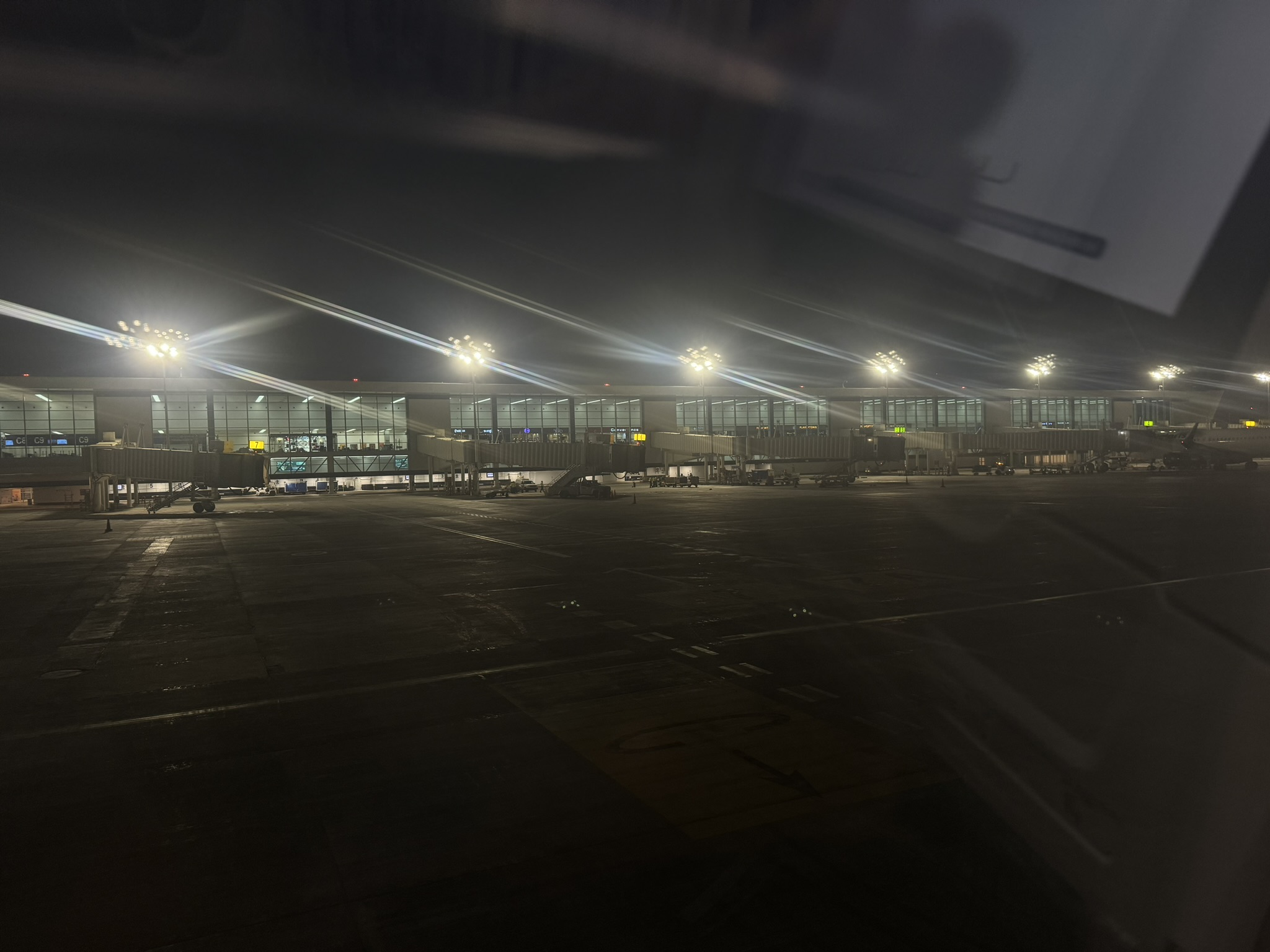
Plataforma principal del aeropuerto.

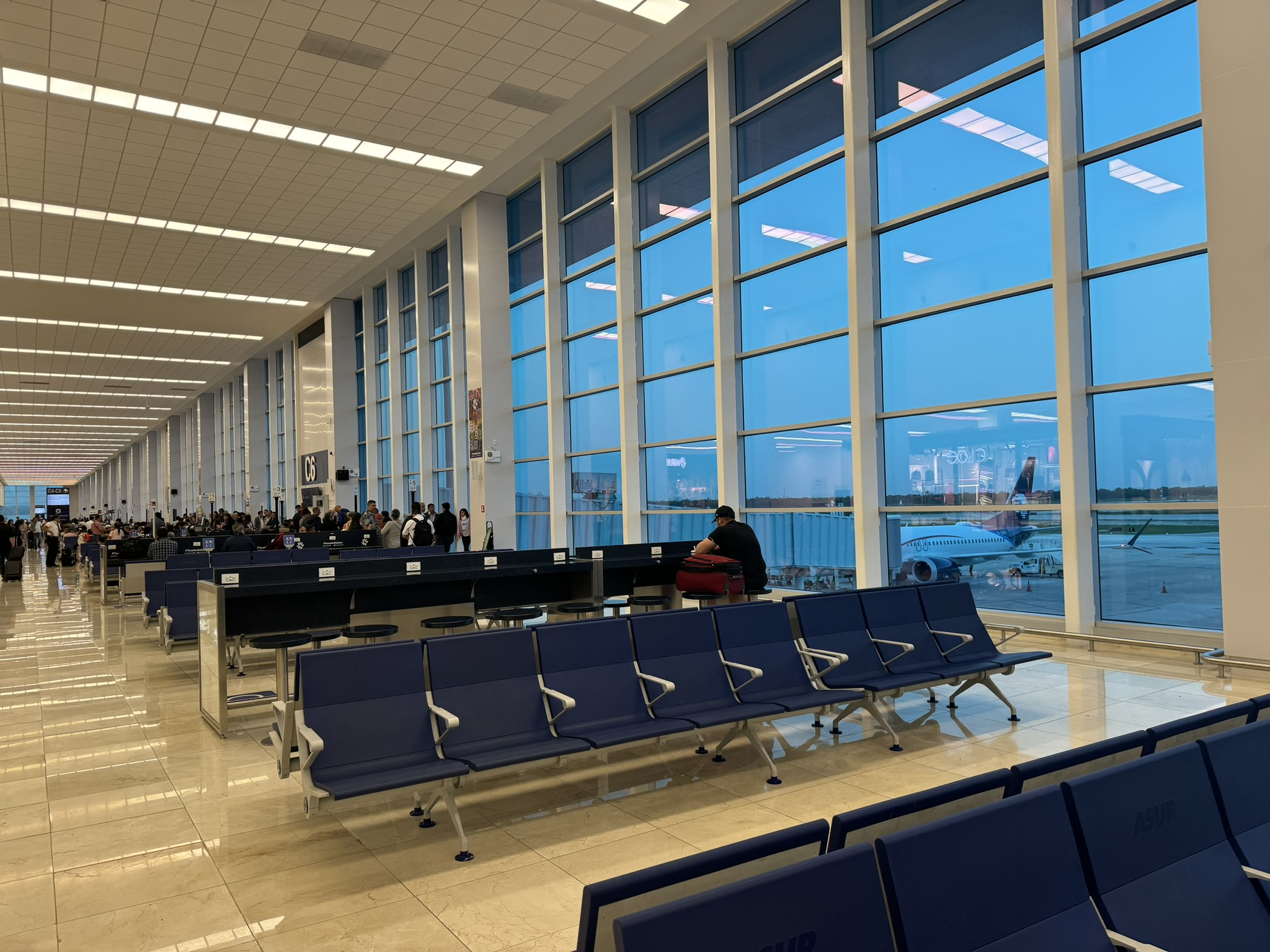
Sala de última espera del aeropuerto.

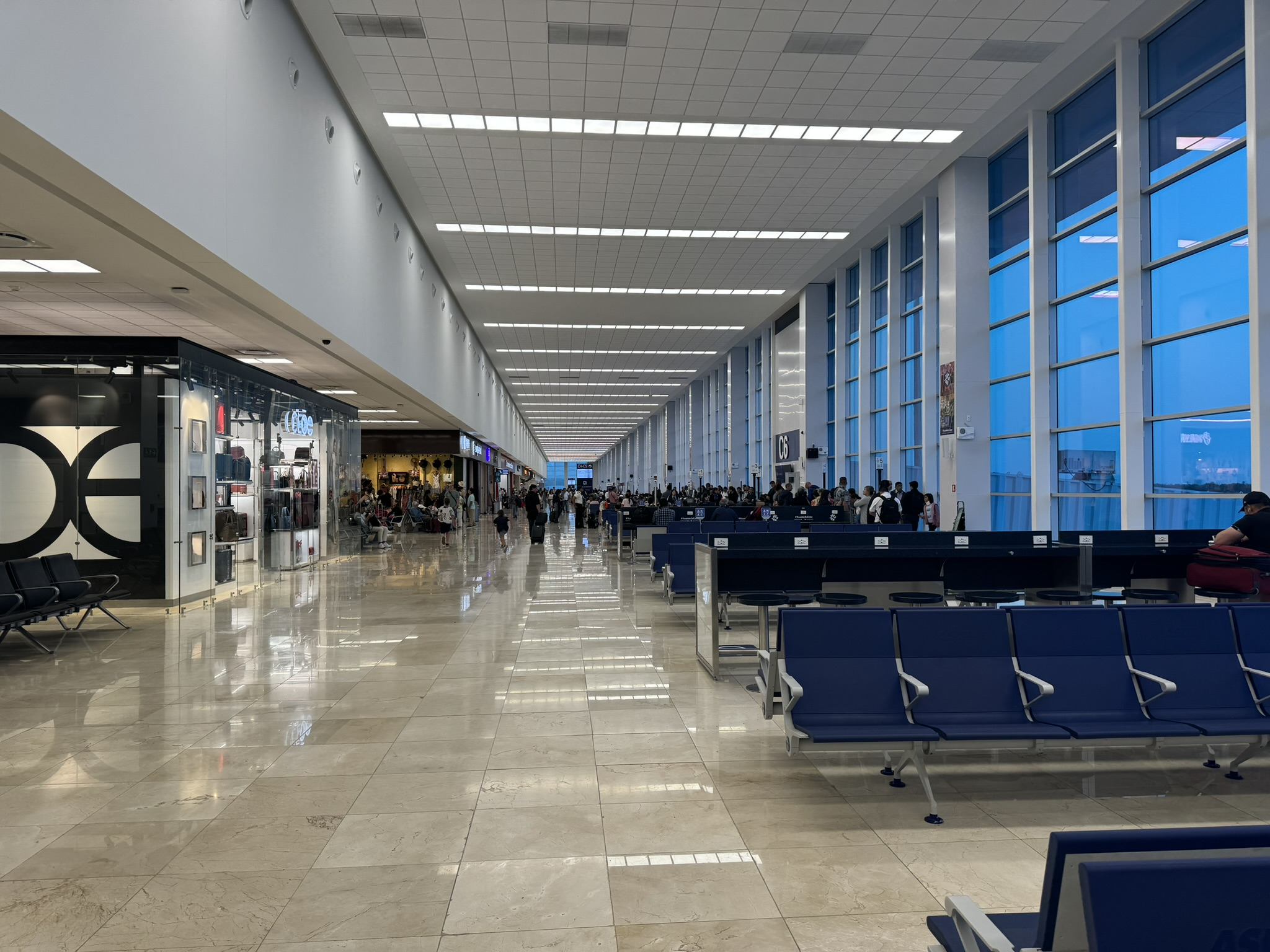
Sala de última espera del aeropuerto.

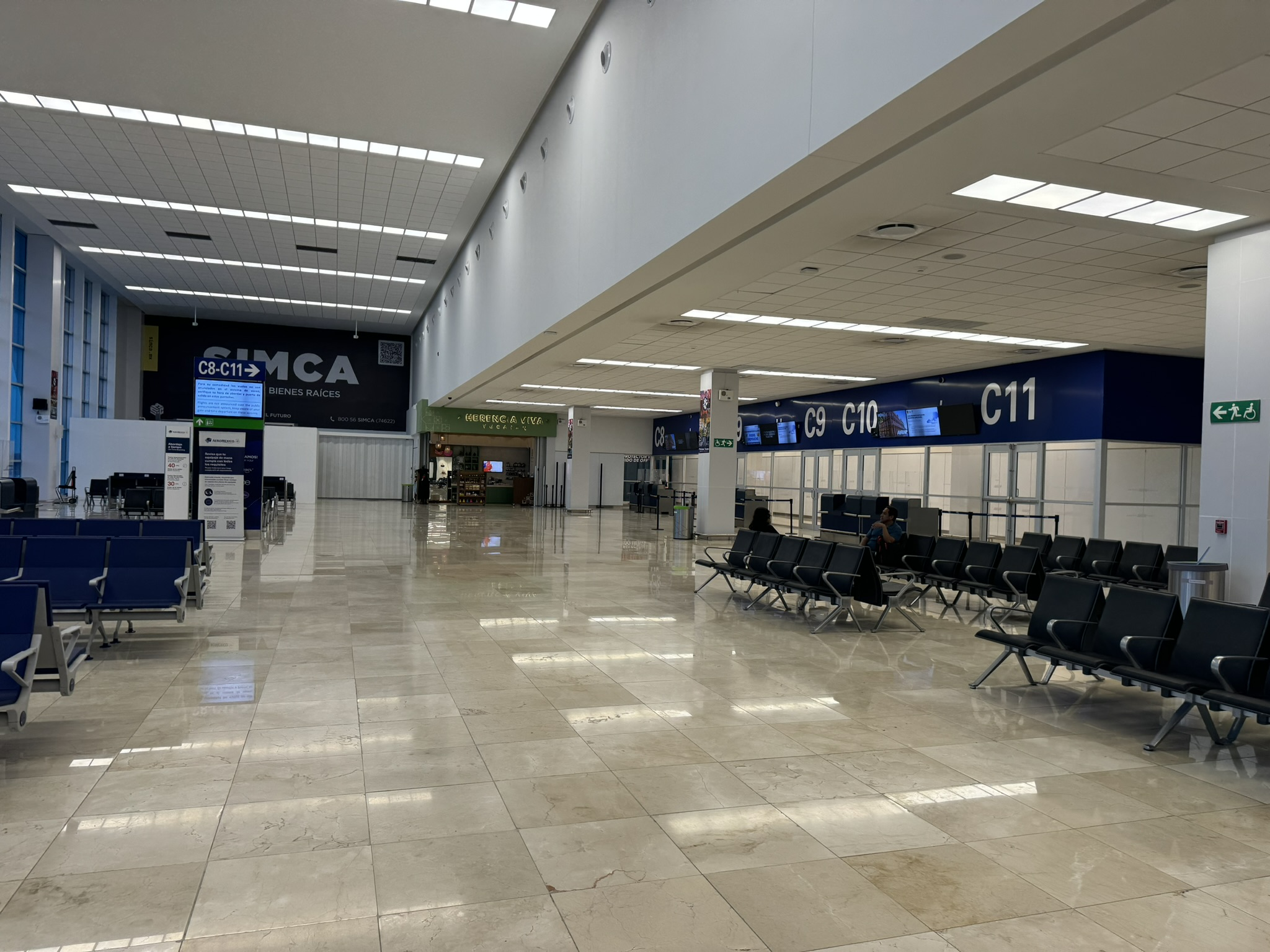
Sala de última espera del aeropuerto.

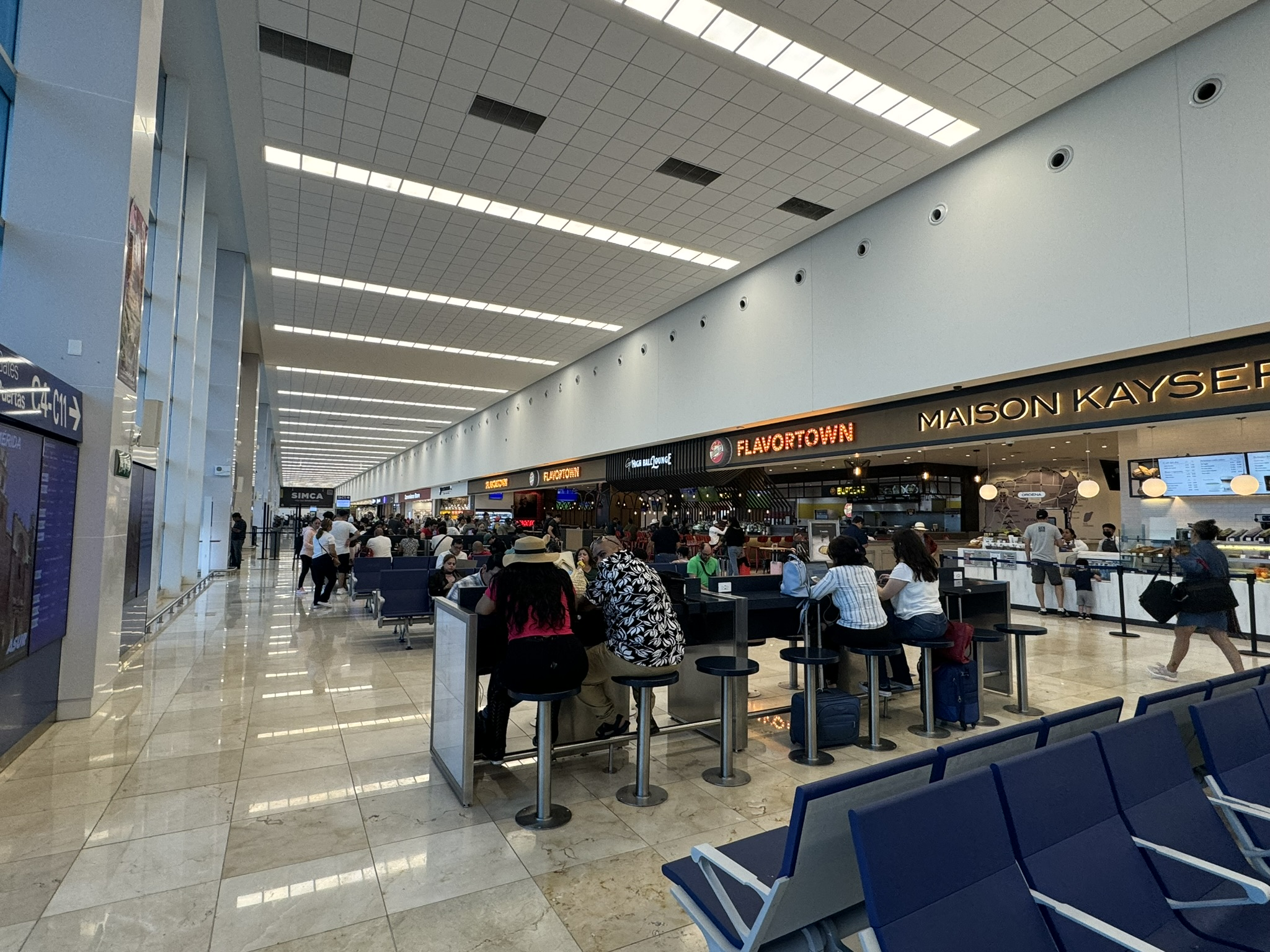
Sala de última espera del aeropuerto.

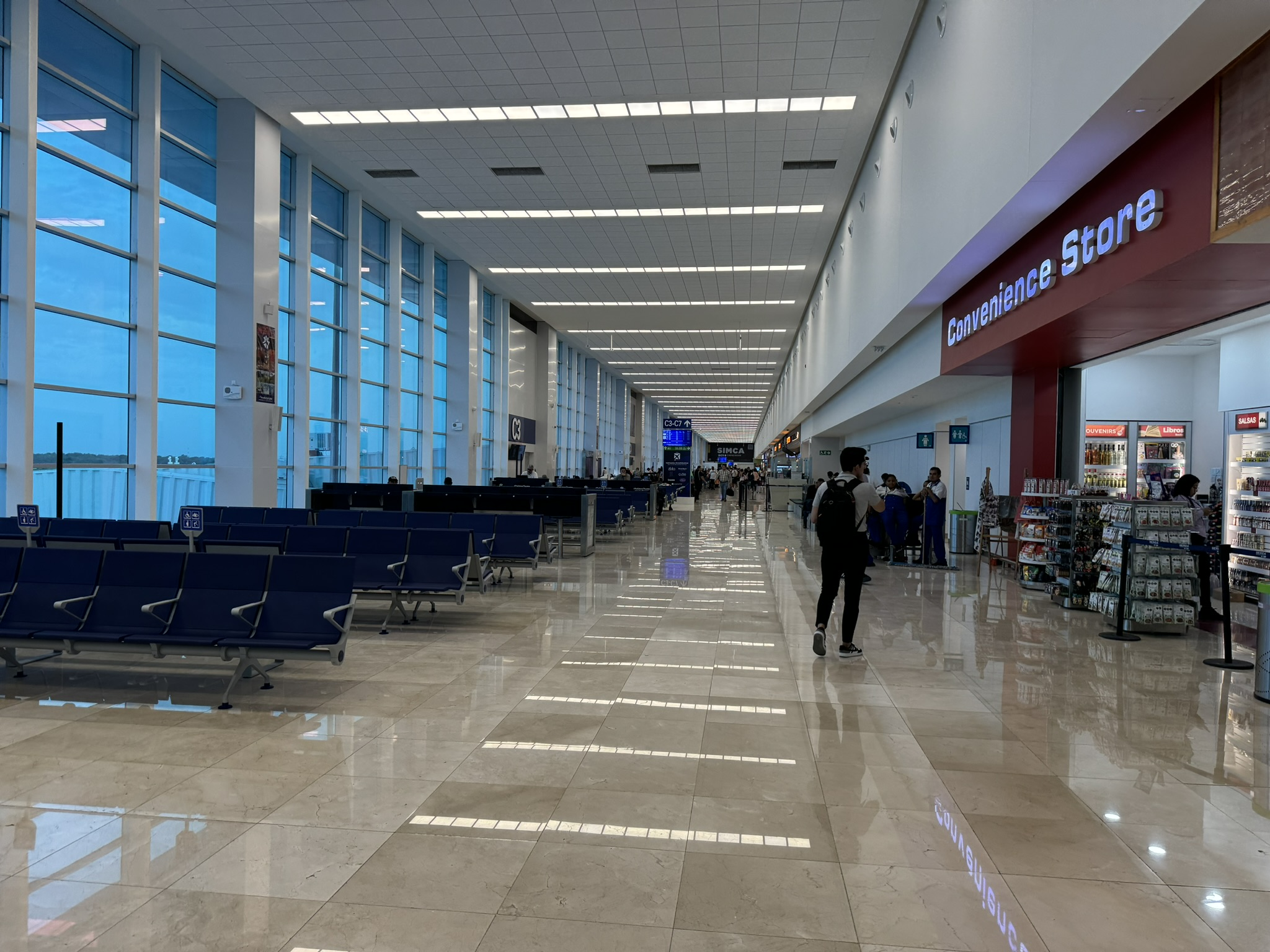
Sala de última espera del aeropuerto.

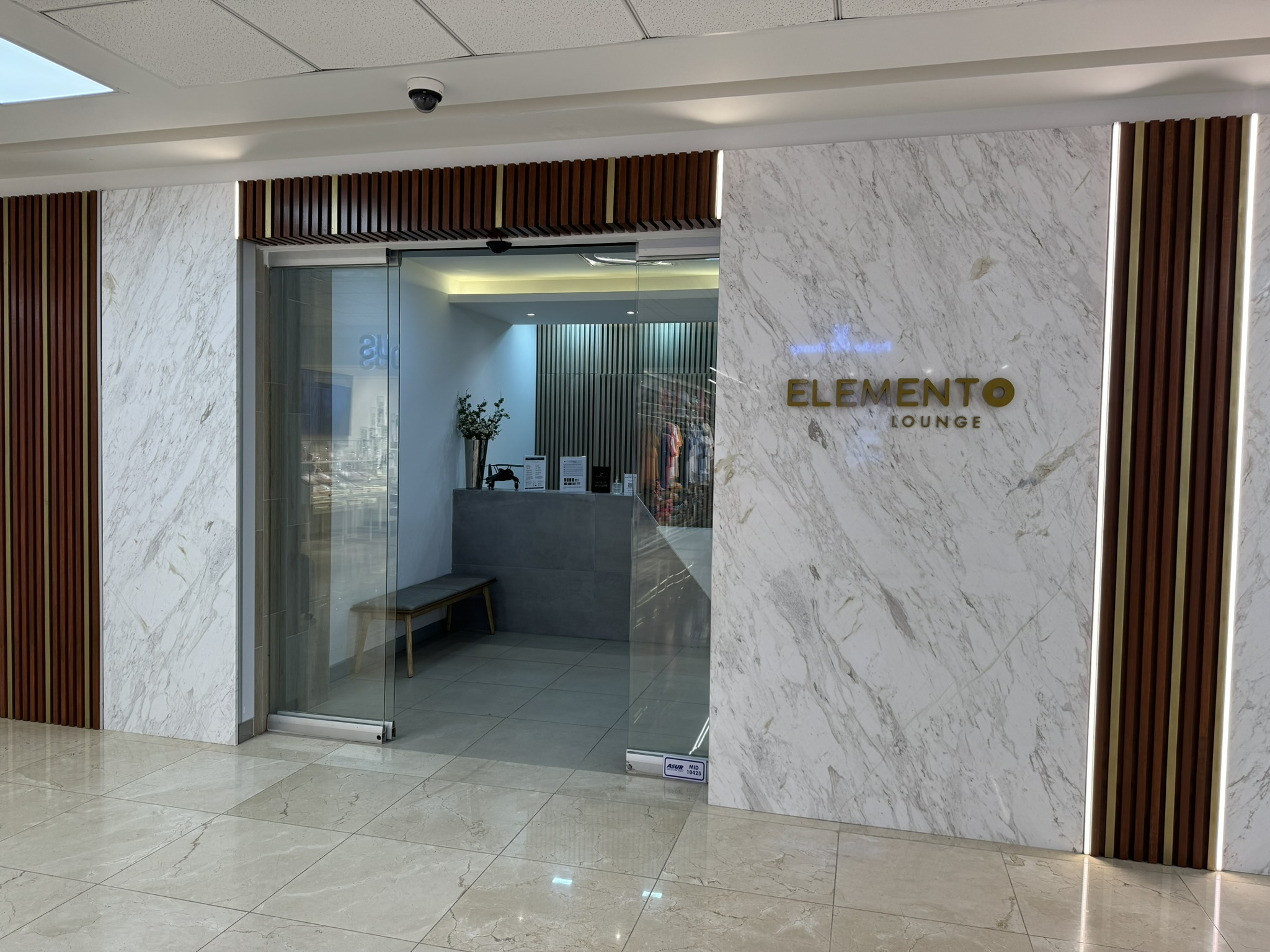
Sala VIP Elemento Lounge en el aeropuerto.

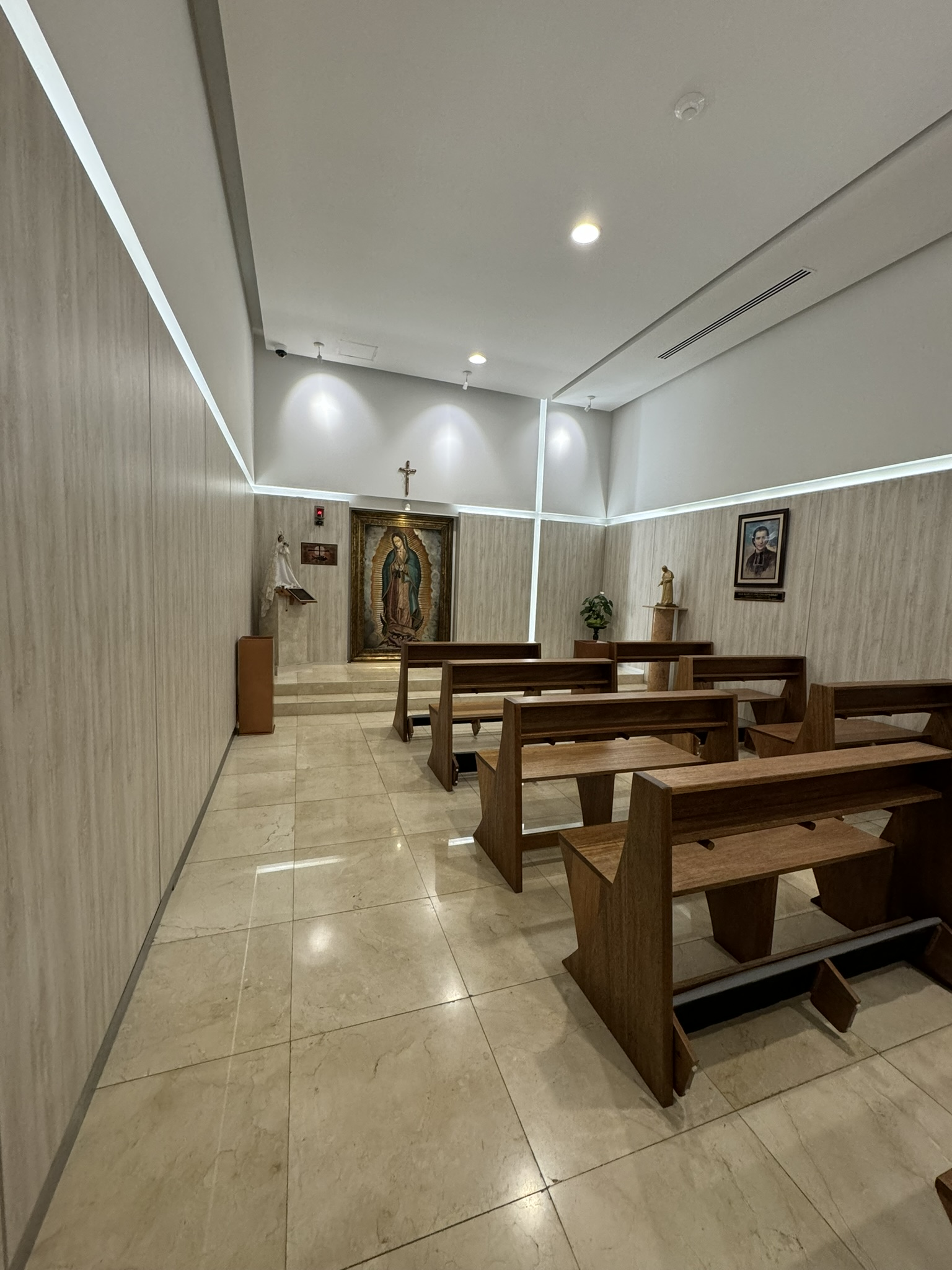
Capilla del aeropuerto.

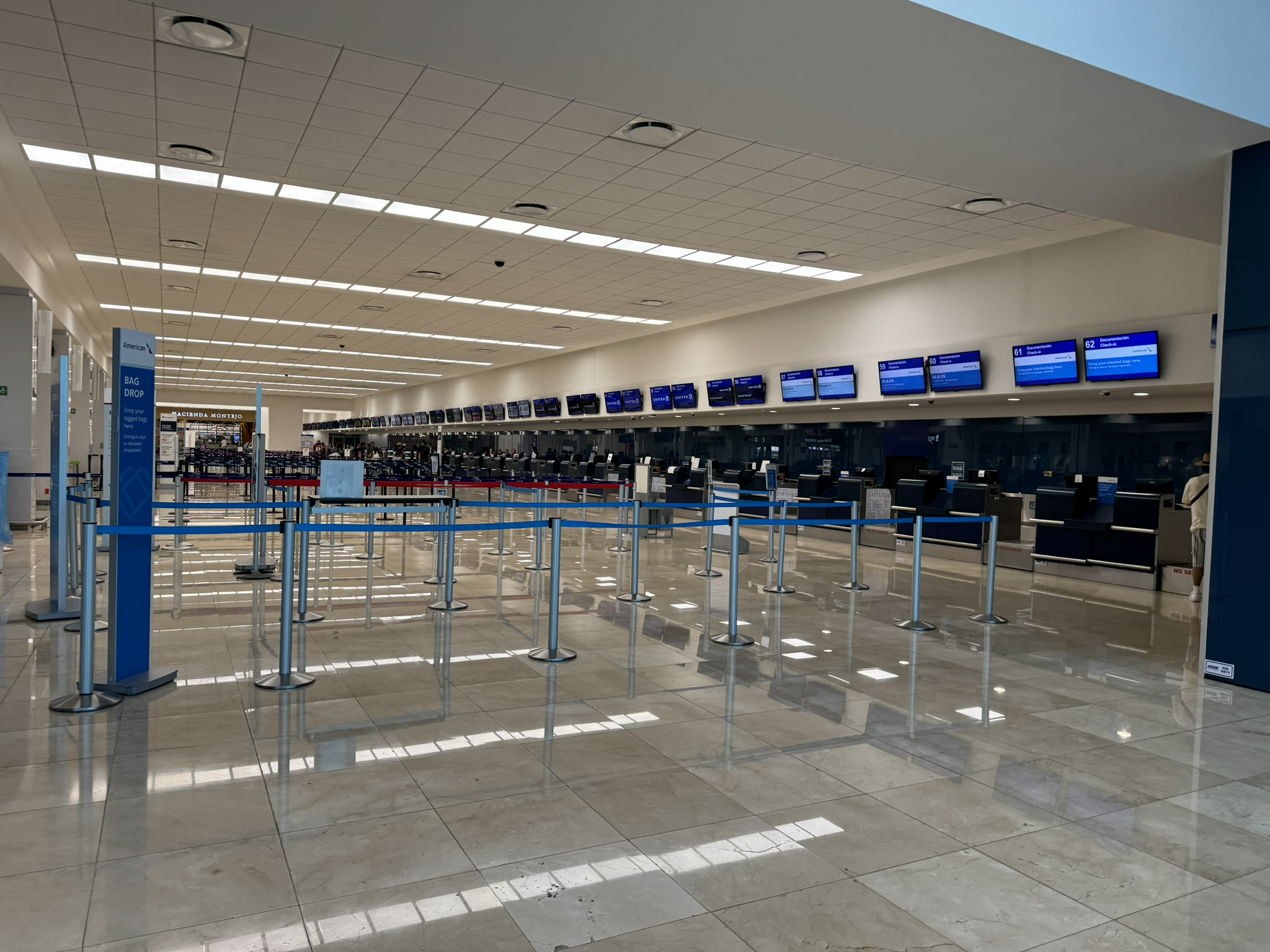
Mostradores de documentación del aeropuerto.

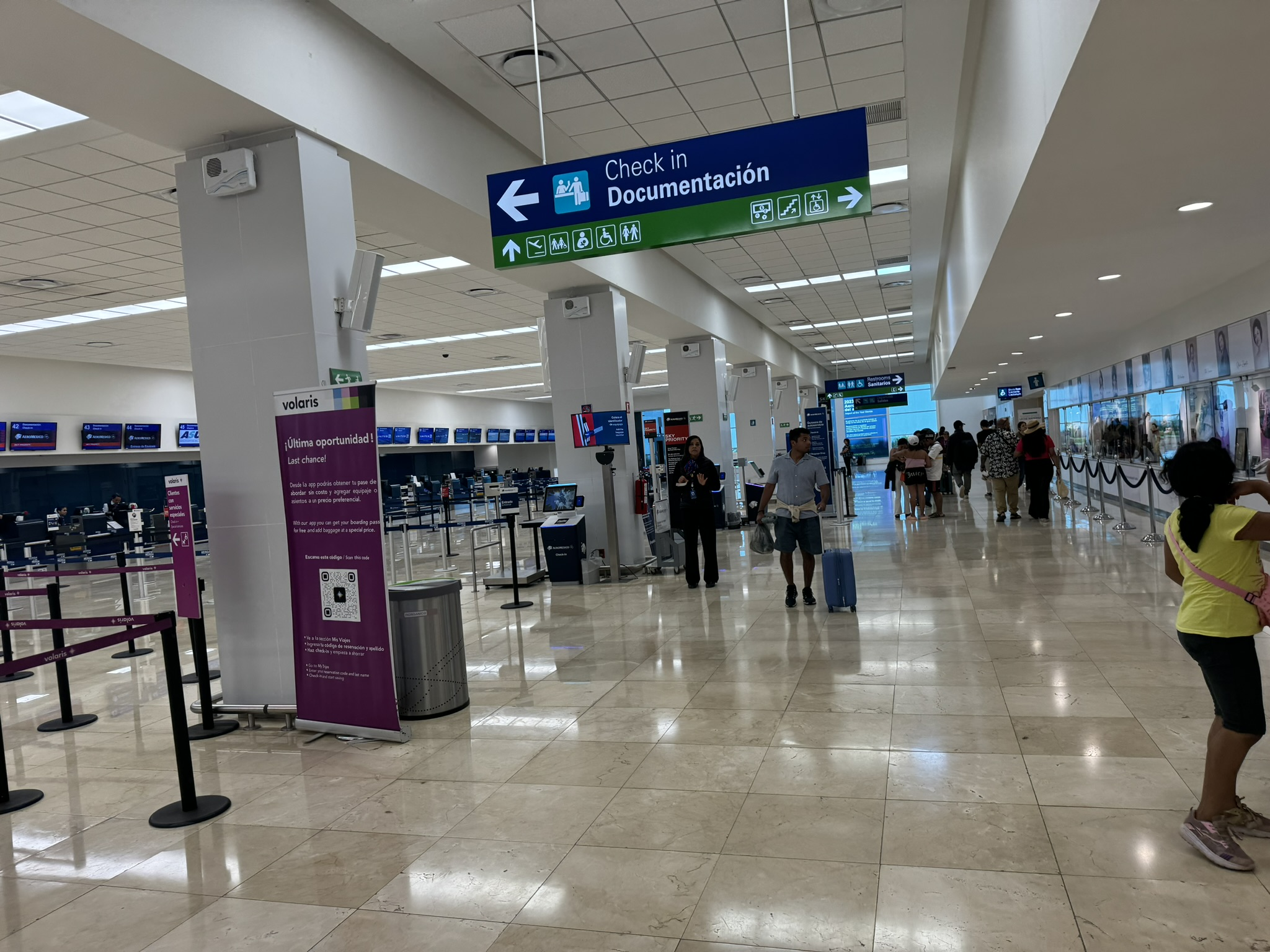
Pasillo principal del aeropuerto.

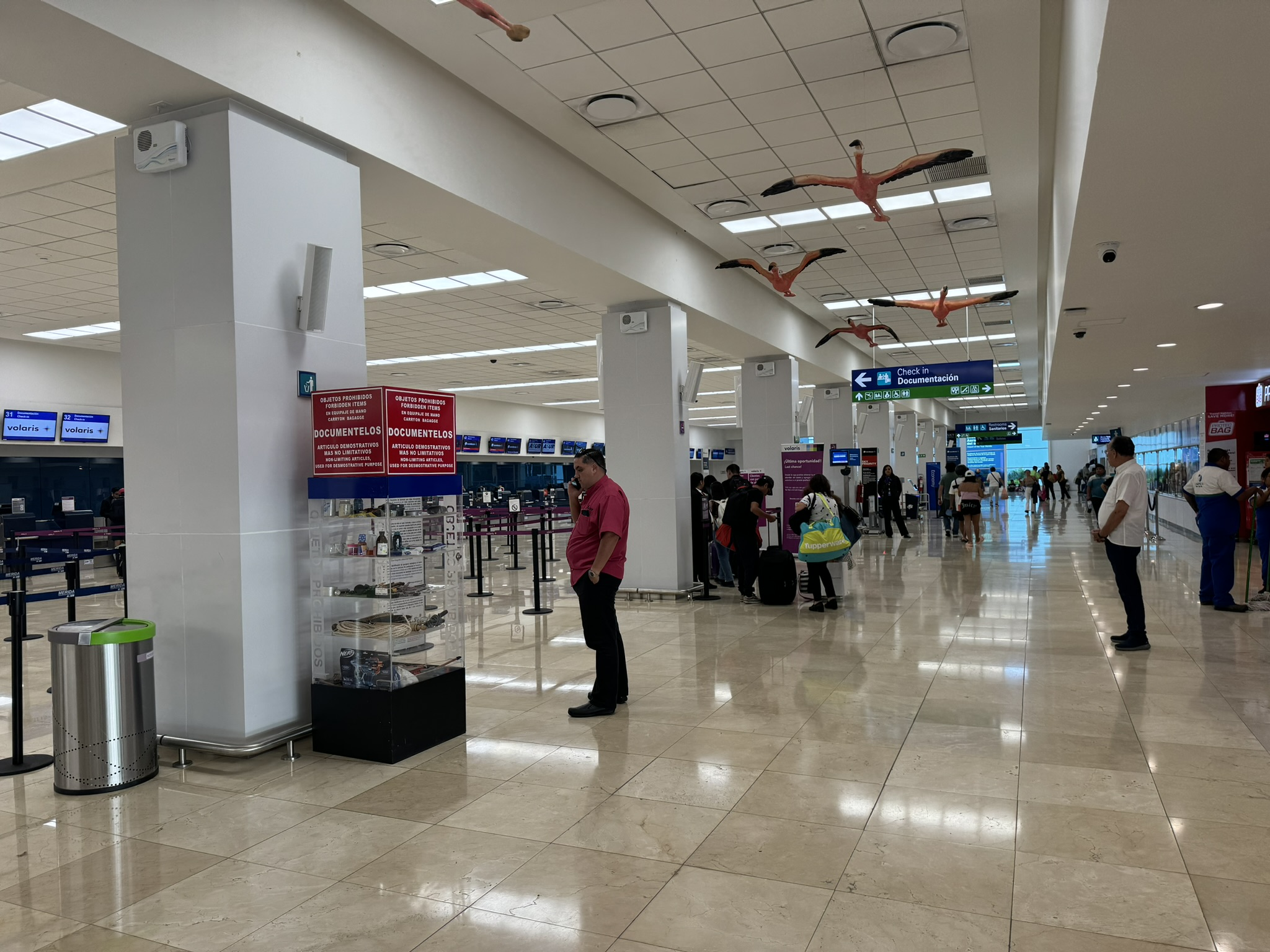
Pasillo principal del aeropuerto.

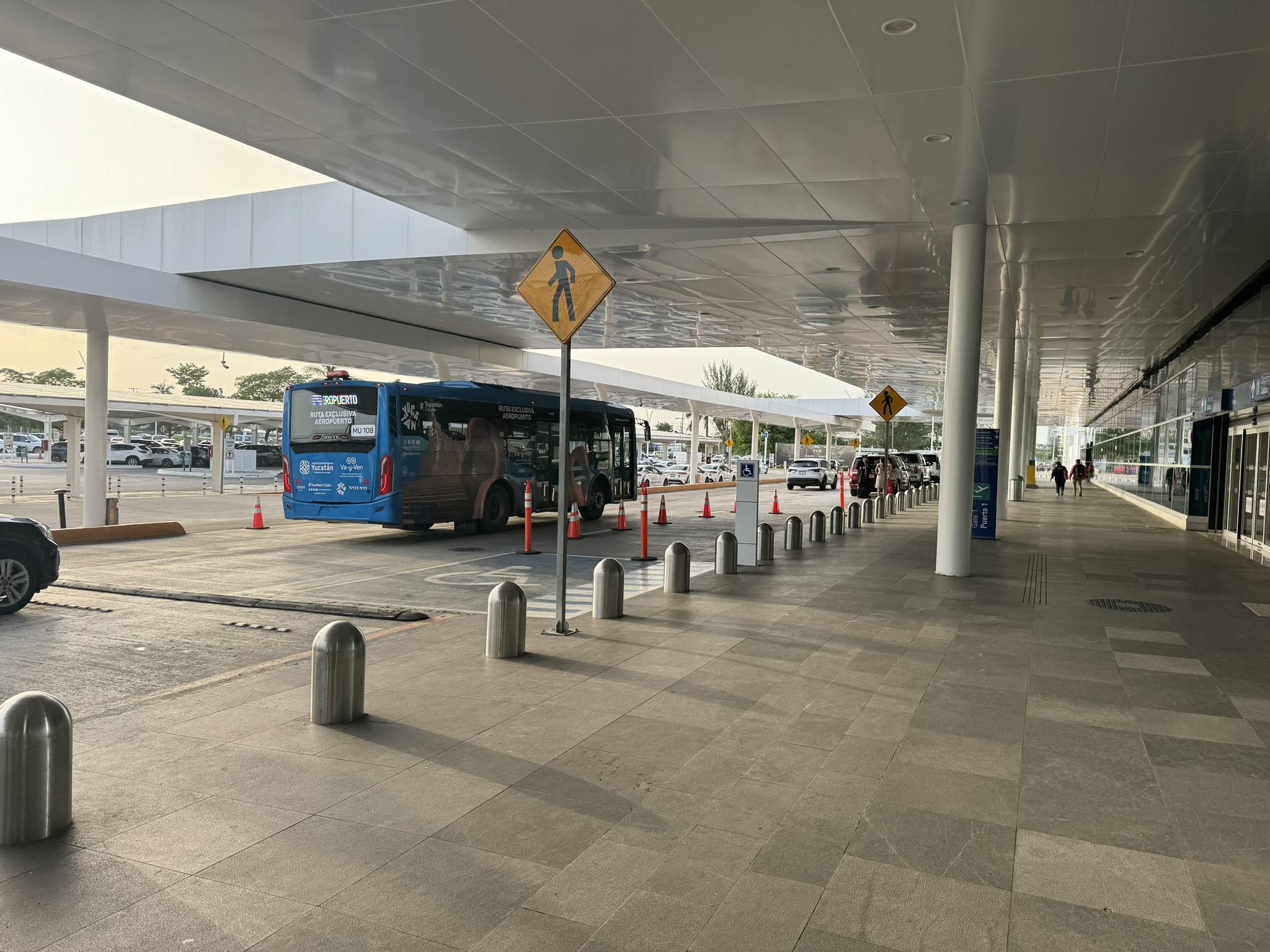
Exterior del aeropuerto.

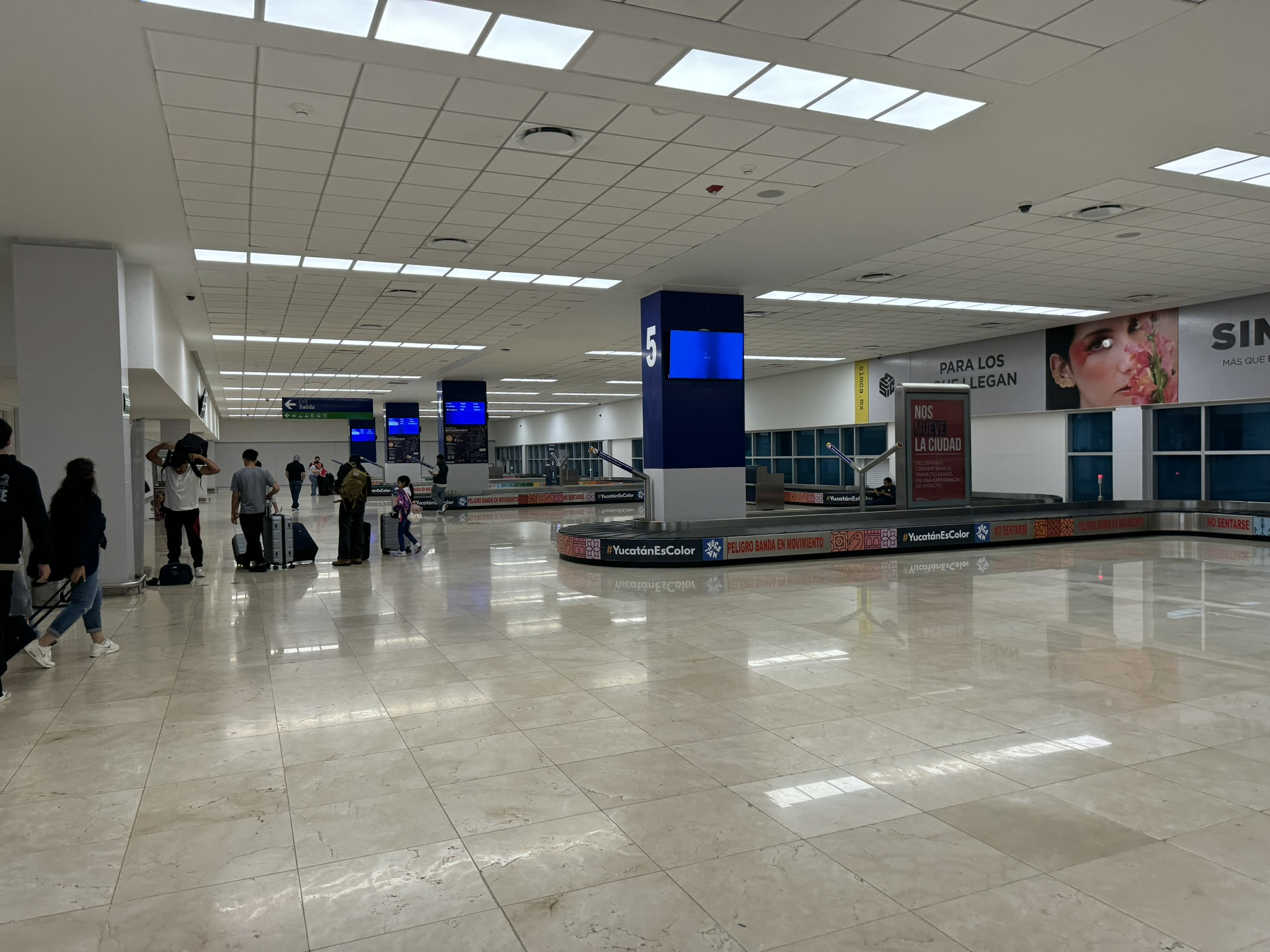
Bandas de reclamo de equipaje del aeropuerto.

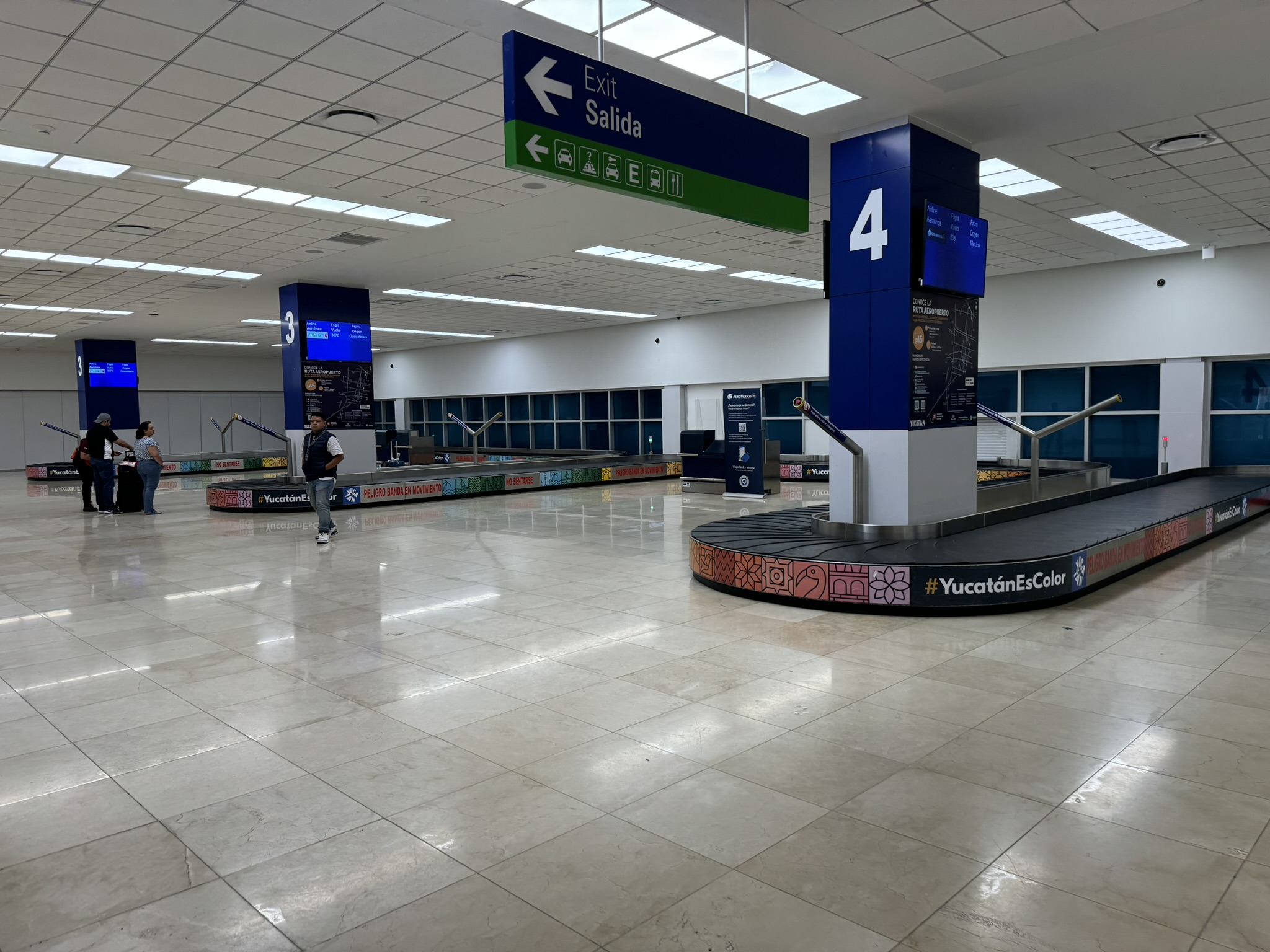
Bandas de reclamo de equipaje del aeropuerto.

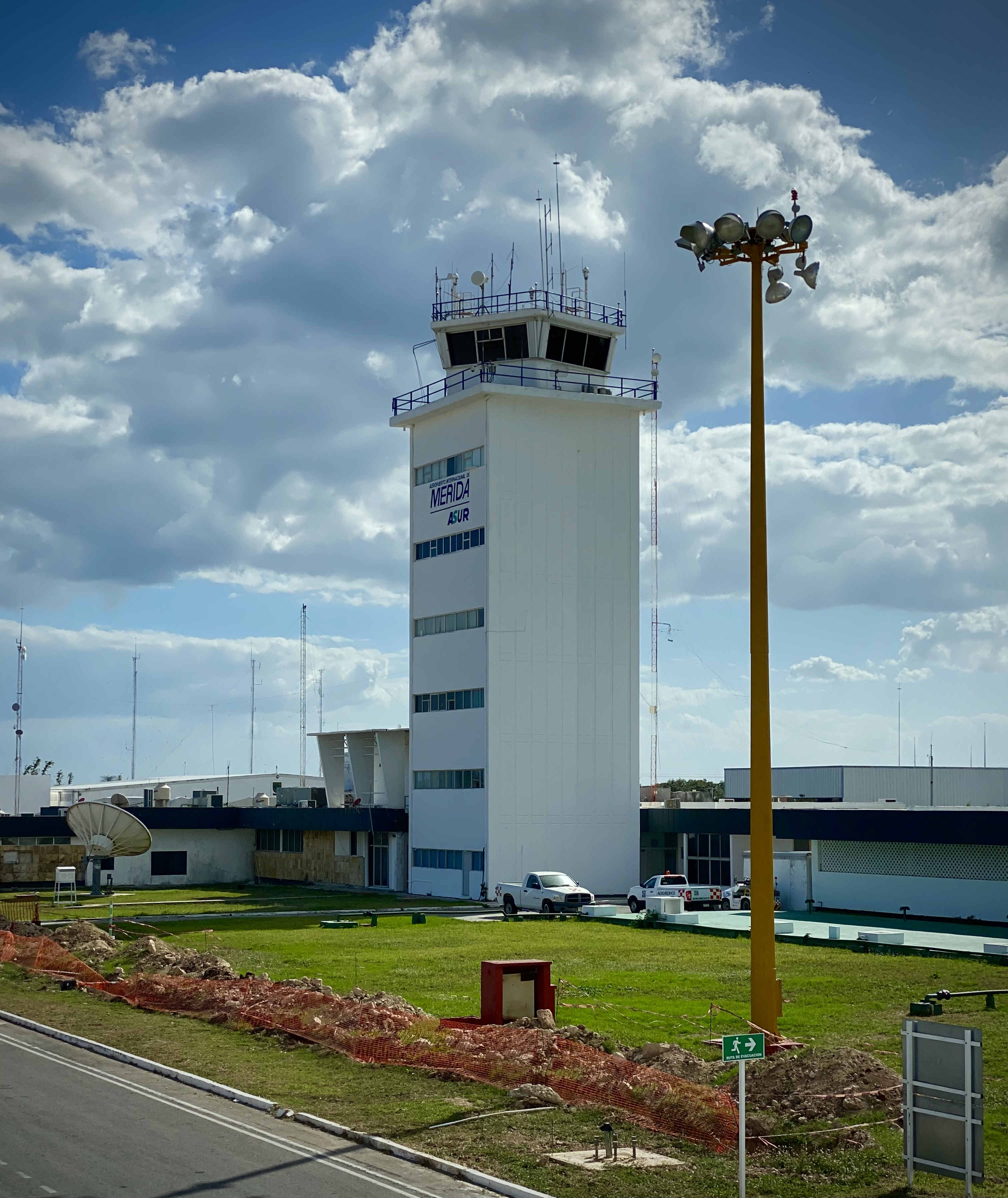
Torre de control del aeropuerto.

### Pasajeros
Actualmente operan 11 aerolíneas ofreciendo 23 destinos.
| Destinos por aerolínea                                                                                 | Destinos por aerolínea | Destinos por aerolínea |
| Aerolínea                                                                                              | Destinos |                        |
| --- | --- | ---------------------- |
| Aeroméxico                                                                                             | Ciudad de México |                        |
| Aeroméxico Connect                                                                                     | Ciudad de México, Ciudad de México–AIFA |                        |
| American Airlines                                                                                      | Miami Estacional: Dallas/Fort-Worth |                        |
| American Eagle                                                                                         | Estacional: Dallas/Fort-Worth |                        |
| Magnicharters                                                                                          | La Habana, Ciudad de México Estacional: Cancún, Monterrey |                        |
| Mexicana de Aviación                                                                                   | Ciudad de México–AIFA |                        |
| TAG Airlines                                                                                           | Ciudad de Guatemala, Flores |                        |
| United Airlines                                                                                        | Houston-Intercontinental |                        |
| Viva                                                                                                   | Ciudad de México, Ciudad de México–AIFA, Guadalajara, La Habana, León/El Bajío, Miami, Monterrey, Orlando, Puebla, Querétaro, Tijuana Toluca, Tuxtla Gutiérrez, Veracruz, Villahermosa Estacional: Los Ángeles |                        |
| Volaris                                                                                                | Ciudad de México, Ciudad de México–AIFA, Guadalajara, Monterrey, Oaxaca |                        |
| WestJet                                                                                                | Estacional: Toronto-Pearson |                        |
| Total: 23 destinos (14 nacionales, 9 internacionales), 11 aerolíneas (6 nacionales, 5 internacionales) | |                        |

Notas
1. ↑  El vuelo de Viva con destino Tijuana hace escala en León/El Bajío.

### Carga
| Aerolínea     | Destinos                                                          |
| ------------- | ----------------------------------------------------------------- |
| Aeronaves TSM | Cancún, Querétaro                                                 |
| AeroUnión     | Ciudad de México–AIFA, Ciudad de Guatemala, Miami, Nueva York-JFK |
| Estafeta      | Cancún, Ciudad de México–AIFA, Miami, Villahermosa                |
| Mas Air       | Ciudad de México–AIFA, Los Ángeles, Manaus, São Paulo-Viracopos   |
| TUM AeroCarga | Cancún, Toluca                                                    |

### Destinos nacionales
Se brinda servicio a 14 ciudades dentro del país a cargo de 6 aerolíneas. El destino de Aeroméxico a la Ciudad de México también es operado por Aeroméxico Connect.
| Destinos nacionales del Aeropuerto de Mérida MID CUN MEX NLU GDL BJX MTY OAX PBC QRO TIJ TLC TGZ VER VSA | Destinos nacionales del Aeropuerto de Mérida MID CUN MEX NLU GDL BJX MTY OAX PBC QRO TIJ TLC TGZ VER VSA | Destinos nacionales del Aeropuerto de Mérida MID CUN MEX NLU GDL BJX MTY OAX PBC QRO TIJ TLC TGZ VER VSA | Destinos nacionales del Aeropuerto de Mérida MID CUN MEX NLU GDL BJX MTY OAX PBC QRO TIJ TLC TGZ VER VSA | Destinos nacionales del Aeropuerto de Mérida MID CUN MEX NLU GDL BJX MTY OAX PBC QRO TIJ TLC TGZ VER VSA | Destinos nacionales del Aeropuerto de Mérida MID CUN MEX NLU GDL BJX MTY OAX PBC QRO TIJ TLC TGZ VER VSA | Destinos nacionales del Aeropuerto de Mérida MID CUN MEX NLU GDL BJX MTY OAX PBC QRO TIJ TLC TGZ VER VSA | Destinos nacionales del Aeropuerto de Mérida MID CUN MEX NLU GDL BJX MTY OAX PBC QRO TIJ TLC TGZ VER VSA |
| Destinos                                                                                                 | Viva | Volaris                                                                                                  | Magnicharters                                                                                            | Aeroméxico                                                                                               | Mexicana de Aviación                                                                                     | Otra | # |
| --- | --- | --- | --- | --- | --- | --- | --- |
| Cancún (CUN)                                                                                             | | | • | | | | 1 |
| Ciudad de México (MEX)                                                                                   | • | • | • | • | | | 4 |
| Ciudad de México (NLU)                                                                                   | • | • | | • | • | | 4 |
| Guadalajara (GDL)                                                                                        | • | • | | | | | 2 |
| León/El Bajío (BJX)                                                                                      | • | | | | | | 1 |
| Monterrey (MTY)                                                                                          | • | • | • | | | | 3 |
| Oaxaca (OAX)                                                                                             | | • | | | | | 1 |
| Puebla (PBC)                                                                                             | • | | | | | | 1 |
| Querétaro (QRO)                                                                                          | • | | | | | | 1 |
| Tijuana (TIJ)                                                                                            | • | | | | | | 1 |
| Toluca (TLC)                                                                                             | • | | | | | | 1 |
| Tuxtla Gutiérrez (TGZ)                                                                                   | • | | | | | | 1 |
| Veracruz (VER)                                                                                           | • | | | | | | 1 |
| Villahermosa (VSA)                                                                                       | • | | | | | | 1 |
| Total | 12 | 5 | 3 | 2 | 1 | 0 | 14 |

### Destinos internacionales
Se brinda servicio a 9 ciudades extranjeras, 5 en Estados Unidos (2 estacionales), 1 a Canadá (estacional), 1 a Cuba y 2 a Guatemala, a cargo de 7 aerolíneas.
| Ciudades                                                   | Nombre del aeropuerto                         | Aerolíneas                                                   |
| Norteamérica                                               | Norteamérica                                  | Norteamérica                                                 |
| ---------------------------------------------------------- | --------------------------------------------- | ------------------------------------------------------------ |
| Canadá (1 destino [estacional], 1 aerolínea)               |                                               |                                                              |
| Toronto                                                    | Aeropuerto Internacional Toronto Pearson      | WestJet (Estacional)                                         |
| Estados Unidos (5 destinos [2 estacionales], 4 aerolíneas) |                                               |                                                              |
| Dallas (Texas)                                             | Aeropuerto Internacional de Dallas-Fort Worth | American Airlines (Estacional) / American Eagle (Estacional) |
| Houston (Texas)                                            | Aeropuerto Intercontinental George Bush       | United Airlines                                              |
| Los Ángeles (California)                                   | Aeropuerto Internacional de Los Ángeles       | Viva (Estacional)                                            |
| Miami (Florida)                                            | Aeropuerto Internacional de Miami             | American Airlines / Viva                                     |
| Orlando (Florida)                                          | Aeropuerto Internacional de Orlando           | Viva                                                         |
| Centroamérica y El Caribe                                  |                                               |                                                              |
| Cuba (1 destino, 2 aerolíneas)                             |                                               |                                                              |
| La Habana                                                  | Aeropuerto Internacional José Martí           | Magnicharters / Viva                                         |
| Guatemala (2 destinos, 1 aerolínea)                        |                                               |                                                              |
| Ciudad de Guatemala                                        | Aeropuerto Internacional La Aurora            | TAG Airlines                                                 |
| Flores                                                     | Aeropuerto Internacional Mundo Maya           | TAG Airlines                                                 |
| Total: 9 destinos (3 estacionales), 4 países, 7 aerolíneas |                                               |                                                              |

## Estadísticas

### Tráfico anual
| Año  | Pasajeros Totales | cambio en % |
| 2000 | 903,250           | Sin cambios |
| 2001 | 919,365           | 1.8%        |
| 2002 | 1,061,670         | 5.4%        |
| 2003 | 899,620           | 8.0%        |
| 2004 | 931,130           | 3.5%        |
| 2005 | 1,021,902         | 9.7%        |
| 2006 | 1,007,210         | 1.4%        |
| 2007 | 1,267,625         | 25.8%       |
| 2008 | 1,280,832         | 1.0%        |
| 2009 | 1,058,510         | 21.0%       |
| 2010 | 1,135,418         | 7.9%        |
| 2011 | 1,225,593         | 5.0%        |
| 2012 | 1,233,738         | 0.6%        |
| 2013 | 1,316,242         | 6.6%        |
| 2014 | 1,436,959         | 9.7%        |
| 2015 | 1,663,616         | 15.7%       |
| 2016 | 1,944,782         | 16.9%       |
| 2017 | 2,148,484         | 10.5%       |
| 2018 | 2,451,616         | 14.11%      |
| 2019 | 2,790,649         | 13.8%       |
| 2020 | 1,297,308         | 53.5%       |
| 2021 | 2,079,503         | 60.3%       |
| 2022 | 3,079,618         | 48.1%       |
| 2023 | 3,674,103         | 19.3%       |
| 2024 | 3,716,588         | 1.2%        |
| ---- | ----------------- | ----------- |

### Rutas más transitadas
| Número | Ciudad                    | Pasajeros | Ranking     | Aerolínea                                                    |
| ------ | ------------------------- | --------- | ----------- | ------------------------------------------------------------ |
| 1      | Ciudad de México          | 843,836   | Sin cambios | Aeroméxico, Aeroméxico Connect, Magnicharters, Viva, Volaris |
| 2      | Valle de México           | 221,743   | 2           | Aeroméxico Connect, Mexicana, Viva, Volaris                  |
| 3      | Monterrey, Nuevo León     | 163,249   | Sin cambios | Viva, Volaris                                                |
| 4      | Guadalajara, Jalisco      | 150,527   | 2           | Viva, Volaris                                                |
| 5,     | Toluca, Estado de México  | 69,925    | Sin cambios | Viva                                                         |
| 6      | Veracruz, Veracruz        | 48,031    | Sin cambios | Viva                                                         |
| 7      | Querétaro, Querétaro      | 34,026    | 2           | Viva                                                         |
| 8      | Tuxtla Gutiérrez, Chiapas | 32,772    | 1           | Viva                                                         |
| 9      | León, Guanajuato          | 31,780    | 1           | Volaris, Viva                                                |
| 10     | Villahermosa, Tabasco     | 27,421    | Sin cambios | Viva                                                         |

| Número | Ciudad                         | Pasajeros | Ranking     | Aerolínea               |
| ------ | ------------------------------ | --------- | ----------- | ----------------------- |
| 1      | Houston, Texas                 | 46,171    | Sin cambios | United Airlines         |
| 2      | Miami, Florida                 | 43,343    | Sin cambios | American Airlines, Viva |
| 3      | Dallas, Texas                  | 31,577    | 3           | American Eagle          |
| 4      | Orlando, Florida               | 6,194     |             | Viva                    |
| 5      | Atlanta, Georgia               | 6,098     |             | Aeroméxico Connect      |
| 6      | Toronto, Ontario               | 5,027     | 1           | WestJet                 |
| 7      | La Habana, Cuba                | 4,982     | 3           | Viva                    |
| 8      | Ciudad de Guatemala, Guatemala | 2,374     | 2           | TAG Airlines            |
| 9      | Los Ángeles, California        | 311       |             | Viva                    |

## Servicios e instalaciones
- El aeropuerto se ha convertido en un polo comercial donde destacan los siguientes establecimientos.

### Restaurantes
- Cafetería
- Hacienda Montejo
- Johnny Rockets
- Mera Restaurante
- Snack Bar
- Tere Cazola

### Alquiler de automóviles
- American Car Rental
- City Car Rental
- Enterprise
- Europcar
- Mex Rent a Car
- National Car

### Transporte terrestre
- ADO Aeropuerto, Autobuses de primera clase con servicio a diversos destinos.
- Taxi Aeropuerto, Compañía exclusiva del aeropuerto con servicio a toda la ciudad.

## Aerolíneas que volaban anteriormente en MID
| Aerolíneas |
| --- |
| Aero California, Aerocaribe, Aerogaviota, Aeromar, Alma de México, Aviacsa, Aviateca, Blue Panorama Airlines, Cubana de Aviación, Delta Air Lines, Interjet, Mayair, Mexicana de Aviación, MexicanaClick, MexicanaLink, Neos, Pan Am, Skyservice, Lufthansa, TAR, Tropic Air |

## Aeropuertos cercanos
Los aeropuertos más cercanos son:
- Aeropuerto Internacional Ing. Alberto Acuña Ongay (151 km)
- Estación Aeronaval de Tulum (241 km)
- Aeropuerto Nacional de Playa del Carmen (267 km)
- Aeropuerto Internacional de Cozumel (286 km)
- Aeropuerto Internacional de Cancún (289 km)

## Accidentes e incidentes
- El 9 de abril de 1958, un Vickers Viscount de Cubana de Aviación fue secuestrado cuando cubría la ruta del Aeropuerto Internacional José Martí, en La Habana al Aeropuerto Abel Santa María de Santa Clara. El avión aterrizó en Mérida, en México donde finalizó el secuestro.[9]
- El 19 de mayo de 1973 un avión Convair secuestrado en Venezuela, aterrizó en Mérida. Al día siguiente los secuestradores vuelan hacia la Ciudad de México y regresan el mismo día a Mérida, partiendo horas después hacia Cuba, donde finalizó el secuestro.[10]
- El 13 de julio de 2016, debido a una falla de la torre de control, un avión de Aeroméxico en proceso de despegue estuvo a punto de colisionar con un avión de Interjet que acababa de aterrizar y se encontraba en la pista; no se reportaron heridos.[11]

- El 15 de abril de 1957 Pedro Infante piloteaba un Consolidated B-24 Liberator, matrícula XA KUN de la empresa TAMSA, el cual fue un bombardero en la Segunda Guerra Mundial. La aeronave se desplomó entre las 7:30 y las 8:00 horas en el cruce de las calles 54 Sur y 87 de Mérida, Yucatán, en el sureste de México, poco después de despegar del aeropuerto, cuando había alcanzado unos 20 metros de altura. Hubo dos víctimas más en tierra. El avión cayó en el patio del predio de la calle 54 Sur y 87 en pleno centro de la ciudad de Mérida.

- El 2 de junio de 2017 una aeronave Fokker 50 de Mayair arrolló a un hombre que trabajaba en el aeropuerto. Lo que sucedió fue que debido a la fuerte lluvia el hombre se resguardó debajo del ala del avión que en ese momento lo iban a llevar al hangar de mantenimiento y cuando el avión avanzó la llanta lo alcanzó aplastando su pierna y eso provocó que se desangrara provocando su muerte casi instantánea.

- El 2 de mayo de 2018 una aeronave Airbus A320 de la aerolínea Viva que cubría la ruta Mérida-Guadalajara tuvo que retornar y aterrizar de emergencia debido a una falla en el tren de aterrizaje, la aeronave no sufrió ningún daño y los 166 pasajeros salieron ilesos.[12]